# Lista miast w województwie opolskim
W województwie opolskim znajduje się 37 miast o łącznej populacji 495 539 osób, co stanowi 52,65% całej ludności województwa (stan na 1 stycznia 2024 r.).
Największym i jedynym miastem, którego populacja przekracza 100 tys. mieszkańców, a jednocześnie stolicą województwa opolskiego jest Opole zamieszkiwane przez 126 077 osób. Populacja Opola stanowi 25,44% ludności miejskiej województwa. W województwie znajduje się łącznie 11 miast powiatowych, w tym 1 miasto na prawach powiatu - Opole, w którym zamieszkuje łącznie 13,4% populacji opolskiego. Najmniejszym miastem powiatowym jest Olesno z populacją 9047 mieszkańców. Natomiast największym miastem niebędącym siedzibą powiatu są Głuchołazy zamieszkiwane przez 12 621 osób. Najmniejszą liczbę ludności mają Strzeleczki – 1510 osób.
Największą powierzchnię zajmuje Opole – 149,03 km², zaś najmniejszą Ozimek – 3,25 km². Łącznie powierzchnia obszarów miejskich w województwie wynosi 875,28 km², czyli 9,3% powierzchni województwa. Jednocześnie największą gęstość zaludnienia na poziomie 2499,8 os./km² ma Ozimek, zaś najmniejszą gęstością cechują się Strzeleczki – 54,4 os./km².
Najwięcej – pięć miast, znajduje się w powiecie nyskim: Nysa, Głuchołazy, Paczków, Otmuchów i Korfantów, oraz w powiecie strzeleckim: Strzelce Opolskie, Zawadzkie, Kolonowskie, Leśnica i Ujazd. Tylko jedno miasto znajduje się w powiecie namysłowskim oraz w powiecie kędzierzyńsko-kozielskim.
W tabeli przedstawiono wszystkie miasta województwa opolskiego uszeregowane według liczby ludności. Informacje dotyczące liczby ludności podano na podstawie danych Głównego Urzędu Statystycznego według stanu na dzień 1 stycznia 2024 r. Nazwy miast powiatowych pogrubiono, a nazwy miast na prawach powiatu dodatkowo zapisano kursywą. Nazwiska włodarzy miast, posługujących się tytułem prezydenta miasta zapisano kursywą.
| #   | Herb | Nazwa             | Powiat                  | Liczba ludności (1 stycznia 2024) | Powierzchnia [km²] (1 stycznia 2024) | Gęstość zaludnienia [os./km²] (1 stycznia 2024) | Burmistrz/Prezydent      | Współrzędne                                   |
| --- | ---- | ----------------- | ----------------------- | --------------------------------- | ------------------------------------ | ----------------------------------------------- | ------------------------ | --------------------------------------------- |
| 1.  |      | Opole             | Opole                   | 126 077                           | 149,03                               | 846                                             | Arkadiusz Wiśniewski     | 50°39′53″N 17°55′37″E/50,664722 17,926944     |
| 2.  |      | Kędzierzyn-Koźle  | kędzierzyńsko-kozielski | 54 387                            | 123,71                               | 439,6                                           | Sabina Nowosielska       | 50°20′41″N 18°12′31″E/50,344722 18,208611     |
| 3.  |      | Nysa              | nyski                   | 40 685                            | 27,51                                | 1478,9                                          | Kordian Kolbiarz         | 50°28′18″N 17°20′03″E/50,471667 17,334167     |
| 4.  |      | Brzeg             | brzeski                 | 33 403                            | 14,61                                | 2286,3                                          | Violetta Jaskólska-Palus | 50°51′37″N 17°28′02″E/50,860278 17,467222     |
| 5.  |      | Kluczbork         | kluczborski             | 22 033                            | 12,35                                | 1784                                            | Jarosław Kielar          | 50°58′23″N 18°12′51″E/50,973056 18,214167     |
| 6.  |      | Prudnik           | prudnicki               | 18 974                            | 20,51                                | 925,1                                           | Grzegorz Zawiślak        | 50°19′11″N 17°34′45″E/50,319722 17,579167     |
| 7.  |      | Strzelce Opolskie | strzelecki              | 16 975                            | 29,97                                | 566,4                                           | Jan Wróblewski           | 50°30′40″N 18°18′02″E/50,511111 18,300556     |
| 8.  |      | Namysłów          | namysłowski             | 16 818                            | 22,61                                | 743,8                                           | Jacek Fior               | 51°04′22″N 17°42′25″E/51,072778 17,706944     |
| 9.  |      | Krapkowice        | krapkowicki             | 15 282                            | 21,02                                | 727                                             | Andrzej Kasiura          | 50°28′29″N 17°58′02″E/50,474722 17,967222     |
| 10. |      | Głuchołazy        | nyski                   | 12 621                            | 6,84                                 | 1845,2                                          | Paweł Szymkowicz         | 50°18′47″N 17°22′27″E/50,313056 17,374167     |
| 11. |      | Głubczyce         | głubczycki              | 11 651                            | 12,54                                | 929,1                                           | Adam Krupa               | 50°12′00″N 17°50′03″E/50,200000 17,834167     |
| 12. |      | Zdzieszowice      | krapkowicki             | 10 157                            | 12,35                                | 822,4                                           | Sylwester Gidel          | 50°25′09″N 18°07′25″E/50,419167 18,123611     |
| 13. |      | Olesno            | oleski                  | 9047                              | 15,08                                | 599,9                                           | Piotr Gręda              | 50°52′30″N 18°25′00″E/50,875000 18,416667     |
| 14. |      | Ozimek            | opolski                 | 7962                              | 3,25                                 | 2449,8                                          | Mirosław Wieszołek       | 50°40′49″N 18°12′36″E/50,680278 18,210000     |
| 15. |      | Grodków           | brzeski                 | 7902                              | 9,88                                 | 799,8                                           | Miłosz Krok              | 50°41′53″N 17°23′04″E/50,698056 17,384444     |
| 16. |      | Praszka           | oleski                  | 7110                              | 9,34                                 | 761,2                                           | Włodzimierz Stochniałek  | 51°03′22″N 18°27′02″E/51,056111 18,450556     |
| 17. |      | Paczków           | nyski                   | 6607                              | 6,60                                 | 1001,1                                          | Artur Rolka              | 50°27′59″N 17°00′41″E/50,466389 17,011389     |
| 18. |      | Gogolin           | krapkowicki             | 6418                              | 20,35                                | 315,4                                           | Krzysztof Reinert        | 50°29′17″N 18°01′26″E/50,488056 18,023889     |
| 19. |      | Zawadzkie         | strzelecki              | 6358                              | 16,46                                | 386,3                                           | Michał Rytel             | 50°36′34″N 18°28′48″E/50,609444 18,480000     |
| 20. |      | Otmuchów          | nyski                   | 6179                              | 49,55                                | 124,7                                           | Damian Nowakowski        | 50°27′54″N 17°10′21″E/50,465000 17,172500     |
| 21. |      | Niemodlin         | opolski                 | 5853                              | 13,11                                | 446,5                                           | Bartłomiej Kostrzewa     | 50°38′31″N 17°37′10″E/50,641944 17,619444     |
| 22. |      | Lewin Brzeski     | brzeski                 | 5585                              | 11,64                                | 479,8                                           | Artur Leopold Kotara     | 50°44′59″N 17°37′08″E/50,749722 17,618889     |
| 23. |      | Kietrz            | głubczycki              | 5447                              | 18,75                                | 290,5                                           | Dorota Przysiężna-Bator  | 50°04′45″N 18°00′32″E/50,079167 18,008889     |
| 24. |      | Głogówek          | prudnicki               | 5445                              | 22,05                                | 246,9                                           | Piotr Bujak              | 50°20′38″N 17°52′02″E/50,343889 17,867222     |
| 25. |      | Wołczyn           | kluczborski             | 5320                              | 7,47                                 | 712,2                                           | Jan Leszek Wiącek        | 51°01′06,8″N 18°02′53,8″E/51,018556 18,048278 |
| 26. |      | Tułowice          | opolski                 | 3622                              | 9,23                                 | 392,4                                           | Andrzej Wesołowski       | 50°35′57″N 17°38′56″E/50,599167 17,648889     |
| 27. |      | Dobrodzień        | oleski                  | 3447                              | 19,54                                | 176,4                                           | Agnieszka Hurnik         | 50°43′40″N 18°26′40″E/50,727778 18,444444     |
| 28. |      | Byczyna           | kluczborski             | 3353                              | 5,79                                 | 579,1                                           | Iwona Sobania            | 51°06′47″N 18°12′40″E/51,113056 18,211111     |
| 29. |      | Kolonowskie       | strzelecki              | 3207                              | 55,67                                | 57,6                                            | Norbert Koston           | 50°39′11″N 18°23′20″E/50,653056 18,388889     |
| 30. |      | Baborów           | głubczycki              | 2823                              | 11,86                                | 238                                             | Tomasz Krupa             | 50°09′28″N 17°58′48″E/50,157778 17,980000     |
| 31. |      | Prószków          | opolski                 | 2552                              | 16,22                                | 157,3                                           | Krzysztof Cebula         | 50°34′35″N 17°52′17″E/50,576389 17,871389     |
| 32. |      | Leśnica           | strzelecki              | 2546                              | 14,50                                | 175,6                                           | Łukasz Jastrzembski      | 50°25′45″N 18°10′52″E/50,429167 18,181111     |
| 33. |      | Gorzów Śląski     | oleski                  | 2420                              | 18,45                                | 131,2                                           | Rafał Kotarski           | 51°01′42″N 18°25′28″E/51,028333 18,424444     |
| 34. |      | Biała             | prudnicki               | 2256                              | 14,72                                | 153,3                                           | Edward Plicko            | 50°23′08″N 17°39′51″E/50,385556 17,664167     |
| 35. |      | Ujazd             | strzelecki              | 1818                              | 14,75                                | 123,3                                           | Hubert Ibrom             | 50°23′26″N 18°21′15″E/50,390556 18,354167     |
| 36. |      | Korfantów         | nyski                   | 1689                              | 10,23                                | 165,1                                           | Janusz Wójcik            | 50°29′21″N 17°35′49″E/50,489167 17,596944     |
| 37. |      | Strzeleczki       | krapkowicki             | 1510                              | 27,74                                | 54,4                                            | Marek Pietruszka         | 50°27′30″N 17°51′09″E/50,458333 17,852500     |